# Белоглазая акула Оустона
Белоглазая акула Оустона (лат. Centroscymnus owstoni) — вид рода белоглазых акул семейства сомниозовых акул отряда катранообразных. Распространён во всех океанах за исключением Северного Ледовитого на глубине до 1500 м. Максимальный зарегистрированный размер 120 см. У основания спинных плавников видны чуть выступающие крошечные шипы. Окраска чёрная или чёрно-коричневая.

## Таксономия
Первое научное описание белоглазых колючих акул было дано в 1906 году. Голотип представляет собой особь длиной 79 см, пойманную у берегов Японии.

## Ареал
Белоглазые акулы Оустона обитают в западно-центральной Атлантике, в восточной части Индийского океана и северо- и юго-западной части Тихого океана у берегов Японии, Австралии, новой Зеландии и, вероятно, в Мексиканском заливе. Они встречаются в верхней и средней части материкового склона на глубине от 250 до 1500 м, обычно глубже 500 м.

## Описание
У белоглазых акул Оустона коренастое цилиндрическое тело, которое слабо сужается к хвосту. Рыло довольно длинное, преоральное расстояние примерно равно дистанции между ртом и первой жаберной щелью, а также ширине рта. Губы довольно толстые и мясистые. Верхняя губная борозда очень короткая. Нижние зубы имеют форму лезвий и оснащены короткими остриями. Верхние зубы в форме ланцетов. Второй спинной плавник существенно выше первого. У основания спинных плавников имеются чуть выступающие крошечные шипы. Первый спинной плавник выдаётся вперёд в виде гребня, его основание находится над основаниями грудных плавников. Длина основания второго спинного плавника намного превышает расстояние между ним и основанием верхней лопасти хвостового плавника. Грудные плавники довольно крупные. Овальные глаза вытянуты по горизонтали, позади имеются брызгальца. Тело покрыто крупными и гладкими плакоидными чешуйками овальной формы. Окрас чёрный или коричнево-чёрный. Максимальный зарегистрированный размер 120 см.

## Биология
Самцы и самки коротконосых белоглазых акул достигают половой зрелости при длине 70—79 см и 82—105 см соответственно. Эти акулы размножаются яйцеживорождением, длина новорождённых 25—30 см.

## Взаимодействие с человеком
Не являются объектами коммерческого рыбного промысла. Иногда в качестве прилова попадают в коммерческие сети. Международный союз охраны природы присвоил этому виду статус сохранности «Уязвимые виды».